# Maria Rusescu
Maria Rusescu (n. 7 septembrie 1936, Ciudei, Storojineț, Ucraina ) este un pictor român, care s-a afirmat între anii 1990 și 2005 cu lucrări în ulei la diferite expoziții în Iași.
Părinții, Filaret și Zamfira Andrișan, originari din Bucovina de Nord, s-au stabilit în Iași la începutul anului 1940. Maria Rusescu a absolvit Institutul Politehnic Iași, Facultatea de Industrie Ușoară, Secția Ingineri Economiști în 1959, după care a lucrat ca inginer la SC IAȘICOMF SA Iași pînă în 1990 cînd a ieșit la pensie. Primele lucrări, datate 1974, sînt reproduceri, în special după Theodor Aman. Ulterior, din nevoia documentării, realizată de una singură, în domeniul tehnicilor și materialelor de pictură ajunge să fie fascinată de lucrările pictorului Constantin Stahi, pe care-l simte ca un mentor spiritual.[1]
Ca urmare, în 1993 a creat la Iași Fundația "Constantin Stahi" a cărei activitate a coordonat-o pînă în 2007[1]. După 1990 a participat la mai multe expoziții personale și colective.
Profund influențată de lucrările maestrului Constantin Stahi, picturile Mariei Rusescu oscilează între sinceritatea exprimării native și încercarea de a reda cu acuratețe, în manieră clasică, obiecte cu semnificație religioasă, ștergare țărănești sau alte motive tradiționale, învăluite într-o lumină aparte, care creează senzația amintirii unei lumi dipărute, în care totul conținea perfecțiune și echilibru. (Să ne cunoaștem artiștii în viață, p. 119)

## Expoziții la care a participat:[1], [2], [3]
- 1990: Diploma de gradul I, Expoziție de grup pe Aleea Clasicilor, Chișinău, Republica Moldova, Premiul III la Salonul anual al Asociației Artiștilor Plastici (AAP) ieșeni, galeriile Rotonda ale IMF Iași.
- 1991: Salonul de Toamnă al AAP ieșeni.
- 1992: Expoziție personală la Casa Sindicatelor, Iași.
- 1993: Salonul de Primăvară al AAP ieșeni.
- 1994: Premiul III la expoziția interjudețeană a artiștilor plastici "Arthur Verona", Galeriile Minerva, Dorohoi.
- 1995: Expoziție colectivă a membrilor AAP ieșeni la Cucuteni 5000, galeriile fundației Emil Alexandrescu, Iași.
- 1996: Diplomă de onoare la Salonul Național de Pictură 1 Decembrie, Alba Iulia.
- 1997, 1998, 1999: Saloanele AAP ieșeni, galeriile fundației Emil Alexandrescu, Iași.
- 2000: Premiul II la Salonul de Primăvară al AAP ieșeni, pentru lucrarea "Mama".
- 2001: Mențiune la Salonul de Primăvară al AAP ieșeni, galeriile fundației Emil Alexandrescu, Iași.
- 2002: Expoziția Națională de Artă Naivă "Saloanele Moldovei", Galeria Arcu, Iași; Expoziție personală "Pe urmele pictorului C.D. Stahi", Centrul Cultural German Iași.
- 2003: Premiul III pentru lucrarea "Moara, gîștele și noi" la Salonul de Primăvară al AAP, Galeriile de Artă "Casa Cărții", Iași.